# Tortyra vividis
Tortyra vividis là một loài bướm đêm thuộc họ Choreutidae. Nó được tìm thấy ở Cuba.